# Paul Lake
Paul Andrew Lake (Manchester, 28 ottobre 1968) è un ex calciatore inglese.
È stato inserito nella Hall of Fame del Manchester City.